# Hidroelektrana Robert Bourassa
Hidroelektrana Robert Bourassa (prije se zvala HE La Grande – 2) ima nasutu branu na rijeci La Grande, u kanadskoj pokrajini Quebec. Dužina brane je 2 835 m, a visina 162 m. Preljev ima kapacitet od 17 600 m3/s. Umjetno jezero ima površinu 2 835 km2. Gradnja je počela 1971., a završila 1981.
Hidroelektrana Robert Bourassa ima 16 Francisovih turbina, svaka sa snagom od 351 MW. Ukupna instalirana snaga je 5 616 MW, što je čini osmom u svijetu i prvom u Kanadi. Tlačna visina ili maksimalni raspoloživi vodeni pad je 137,2 m. Ime je dobila po Robertu Bourassi, koji je bio premijer kanadske pokrajine Quebec od 1970. do 1976, te kasnije 1985. do 1994.

## Povijest
Idejni projekt je započeo 1970., a konačna odluka je donesena 1972. Gradnja je počela već 1971., kada je trebalo sagraditi cestu dugu 724 km, da bi se uopće prišlo gradilištu. Na tom putu, trebalo je sagraditi i 12 mostova. Strojarnica je podzemna, što je zahtijevalo dosta vremena i napora. Gradnja je završila 1981.
- Glavni ulaz u podzemnu strojarnicu
- Mosna dizalica unutar strojarnice
- Preljev brane, djelomično vidljiv
- Preljev brane
- Umjetno jezero Robert Bourassa
- Umjetno jezero Robert Bourassa, viđeno iz zraka
- Električni transformatori